# بروبوفول
بروبوفول (بالإنجليزية:Propofol)، المعروف تجارياً باسم دايبريفان (بالإنجليزية:Diprivan)، هو دواء قصير المفعول يُقلل من مستوى الوعي، ويُضعف الذاكرة للأحداث. يُستخدم لإحداث التخدير العام والحفاظ عليه، كما يعمل مهدئًا للبالغين الذين يخضعون للتنفس الصناعي. كما أنه يُستخدم أيضًا لحالات الصرع التي لم تستجب للأدوية الأخرى. يُعطى البروبوفول عن طريق الوريد، ويصل تأثيره إلى الحد الأقصى خلال نحو دقيقتين، ويستمر مفعوله عادةً لمدة تتراوح بين 5 و10 دقائق.
تشمل الأعراض الجانبية الشائعة للبروبوفول عدم انتظام ضربات القلب، وانخفاض ضغط الدم، والشعور بالحرقان في موضع الحقن، وتوقف التنفس. وقد يسبب أيضاً بعض الآثار الجانبية الخطيرة مثل: التشنجات، والعدوى نتيجة الاستخدام غير السليم، والإدمان، ومتلازمة تدفق البروبوفول عند الاستخدام المطول. يُعتبر البروبوفول آمناً نسبياً للاستخدام خلال فترة الحمل، وإلا أن الدراسات حوله في هذا السياق غير كافية، لذلك يُنصح بتجنب استخدامه أثناء الولادة القيصرية.
البروبوفول ليس مسكن للألم، لذلك قد يكون من الضروري استخدام مسكنات أخرى مثل المواد الأفيونية كالمورفين. ومع ذلك، يبقى مدى الحاجة إلى استخدام هذه المسكنات الإضافية غير واضح تماماً. يُعتقد أن تأثير البروبوفول يعتمد جزئياً على تحفيز مستقبلات غابا في الدماغ.
اُكتشف البروبوفول في عام 1977. وهو مدرج ضمن قائمة الأدوية الأساسية لمنظمة الصحة العالمية، باعتباره من الأدوية الأكثر فعالية وأماناً التي يحتاجها النظام الصحي. كما أنه متوفر كدواء عام. يتراوح سعره الجملة في العالم النامي ما بين 0.61 و 8.50 دولار أمريكي لكل قنينة. يُعرف باسم "حليب فقدان الذاكرة" بسبب مظهره الحليبي في المستحضرات الوريدية.  كما يستخدم البروبوفول في الطب البيطري أيضاً.

## استخدامات طبية

### تخدير
يستخدم البروبوفول لإحداث والمحافظة (في بعض الحالات) على تأثير المخدر، وقد حل محل بنتوثال الصوديوم بشكل كبير. كما يمكن أيضا أن يستخدم كجزء من تقنية المحافظة على التخدير التي تسمى التخدير الوريدي الكامل باستخدام مضخات ضخ مبرمجة يدويا، أو مضخات ضخ يتم التحكم فيها عن طريق الكمبيوتر من خلال عملية تسمى ضخ الهدف تحت السيطرة. يستخدم البروبوفول أيضا للأفراد الذين يخضعون للتنفس الصناعي دون الخضوع لعملية جراحية، مثل المرضى الموجودين في وحدة العناية المركزة. ولقد وُجِد أن البروبوفول له الأولوية على لورازيبام في الفعالية والتكلفة الإجمالية على حد السواء للمرضى ذوي الحالات الحرجة.
وكثيرا ما يستخدم البروبوفول بدلا من بنتوثال الصوديوم لبدء التخدير; لأن الاستفاقة من البروبوفول أسرع.

### تخدير إجرائي
يستخدم البروبوفول أيضا في التخدير الإجرائي. حيث أن استخدامه في هذه الإعدادات يؤدي إلى استفاقة أسرع مقارنة مع الميدازولام. ويمكن أيضا أن يستخدم جنبا إلى جنب مع المواد الأفيونية أو البنزوديازيبين. كما أنه يستخدم على نطاق واسع لتخدير الأطفال الرضع والأطفال الكبار أثناء خضوعهم للتصوير بالرنين المغناطيسي; لأن بدء مفعوله والاستفاقة منه يحدثان بسرعة. كما أنه كثيرا ما يستخدم في تركيبة مع الكيتامين، حيث أن دمجهم معا له معدل أقل من الآثار الجانبية.

## استخدامات أخرى

### إعدام
قررت محكمة ميسوري العليا السماح باستخدام البروبوفول لإعدام السجناء المحكوم عليهم بالإعدام. ومع ذلك، تم وقف أول عملية إعدام باستخدام جرعة قاتلة من البروبوفول في 11 أكتوبر 2013 من قبل الحاكم جاي نيكسون عقب تهديدات من الاتحاد الأوروبي بالحد من تصدير الدواء، إذا تم استخدامه لهذا الغرض. وكانت المملكة المتحدة قد حظرت بالفعل تصدير الأدوية أو الأدوية البيطرية التي تحتوي على البروبوفول إلى الولايات المتحدة.

### استخدامات استجمامية
وقد تم الإبلاغ عن الاستخدام الذاتي للدواء للترفيه والاستجمام من قبل البعض (بما في ذلك المهنيين الطبيين، انظر أدناه)، ولكن هذا الأمر نادر نظرا لقوة مفعوله ومستوى المراقبة المطلوبة للاستخدام الآمن. والأهم من ذلك أن المنحنى الحاد للاستجابة لجرعة الدواء يجعل احتمالية الخطأ في استخدامه دون الرقابة السليمة خطيرة جدا، وما زال هناك أنباء عن حالات وفاة بسبب التعاطي الذاتي للبروبوفول.
وتشمل الآثار التي تحدث على المدى القصير مع استخدامه كوسيلة للاستجمام: النشوة، والهلوسة، والسلوك الفاضح. وقد لوحظ أن النشوة الناجمة عن البروبوفول لا تكون مثل تلك التي تسببها مواد التخدير الأخرى؛ كما قال أحد أطباء التخدير، "أنا ... أتذكر أول تجربة لي لاستخدام البروبوفول: امرأة شابة ... خرجت من التخدير تتطلع في وجهي كما لو كنت براد بيت وقالت لي أنها تشعر بشعور رائع.
وقد انتشر استخدام البروبوفول للاستجمام بين العاملين في المجال الطبي، مثل أطباء التخدير الذين يحصلون عليه بسهولة، ويقال أنه أكثر شيوعا بين أطباء التخدير الذين يحتاج عملهم إلى تناوب مع فترات راحة قصيرة. كما أن استخدامه على المدى الطويل يؤدي إلى الإدمان.
وقد زاد الانتباه إلى مخاطر الاستخدام الغير مشروع للبروبوفول في أغسطس 2009 بسبب اكتشاف الطبيب الشرعي في مقاطعة لوس انجلوس أن سبب موت رمز الموسيقى مايكل جاكسون هو إعطاؤه خليط من البروبوفول، ولورازيبام، والديازيبام في 25 مايو 2009، وقد يعطى البروبوفول في بعض الأحيان عن طريق الفم.
ووفقا لمذكرة البحث التي تم فتحها في 22 يوليو 2009 من قبل محكمة مقاطعة هاريس، تكساس، أن الطبيب الشخصي لجاكسون، كونراد موراي، أعطاه 25 ملليغرام من البروبوفول المخفف مع ليدوكائين قبل فترة وجيزة من وفاته. وحتى مع ذلك، كان البروبوفول ليس موجودا في جدول إدارة مكافحة المخدرات الأمريكية حتى 2016.

## الأعراض الجانبية
يعتبر الألم عند الحقن واحد من الآثار الجانبية الأكثر شيوعا للبروبوفول، خصوصا عند حقنه في الأوردة الصغيرة. وينشأ هذا الألم من تنشيط مستقبلات الألم TRPA1، الموجودة على الأعصاب الحسية، ويمكن تخفيف الألم باستخدام الليدوكائين قبل الحقن. ويكون ألم أقل عندما يكون التدفق في وريد كبير (في الحفرة المرفقية) بمعدل أبطأ. ويختلف رد فعل المرضى في استجابتهم للبروبوفول، ففي بعض الأحيان يصلون إلى درجة التخدير العميق بجرعات صغيرة.
وهناك أعراض جانبية إضافية تشمل: انخفاض ضغط الدم الناتج من توسع الأوعية، وتوقف التنفس المؤقت بعد الجرعة، وأيضا له آثار وعائية دماغية. وللبروبوفول آثار على الدورة الدموية أكثر وضوحا من العديد من المواد المخدرة الأخرى التي تُعطى عن طريق الوريد. ويعتقد أن انخفاض ضغط الدم بنسبة 30٪ أو أكثر يرجع سببه جزئيا إلى تثبيط نشاط العصب السمبثاوي. ويعتمد هذا التأثير على جرعة ومعدل إعطاء البروبوفول. كما يمكن أيضا تقوية مفعول البروبوفول باستخدام المسكنات الأفيونية. يمكن أن يسبب البروبوفول أيضا انخفاض المقاومة في الأوعية الدموية الرئيسية، وتدفق الدم لعضلة القلب، واستهلاك الأوكسجين، وذلك من خلال تأثيره المباشر على ألأوعية الدموية وتوسيعها. وهناك أيضا تقارير تفيد بأنه قد يسبب تغيير لون البول إلى اللون الأخضر.
يسبب البروبوفول انقطاع النفس في كثير من الأحيان. ويعتمد استمرار انقطاع النفس على عدة عوامل مثل: الأدوية المستخدمة من قبل، والجرعة، ومعدل التدفق، وقد يستمر انقطاع النفس أحيانا لمدة أطول من 60 ثانية. وقد يؤدي البروبوفول إلى انخفاض كبير في معدل التنفس، وحجم الهواء الداخل والخارج من الرئتين أثناء الشهيق والزفير، ومتوسط معدل تدفق الشهيق، وحجم الهواء المتبقي في الرئتين بعد الزفير بسبب تثبيط مركز التحكم في الشهيق بالمخ.
كما يعتبر تناقص تدفق الدم الدماغي، وتناقص استهلاك الأكسجين في التمثيل الغذائي، وانخفاض الضغط داخل القحف (الجمجمة) من الآثار الجانبية المعروفة عن البروبوفول. وبالإضافة إلى ذلك، قد يعمل البروبوفول على خفض ضغط العين بنسبة تصل إلى 50٪ في المرضى الذين لديهم ضغط عين طبيعي.
ومن الآثار الجانبية الأكثر خطورة ولكنها نادرة الحدوث: خلل التوترالعضلي, حركات الرمع العضلي الخفيفة، كما هو الحال مع المنومات الأخرى التي تحقن عن طريق الوريد. ويعتبر البروبوفول آمن للاستخدام في البرفيريا، ولا يسبب فرط الحرارة الخبيث.
كما لوحظ أن البروبوفول قد يسبب انتصاب مؤلم مستمر لعدة ساعات دون مؤثرات في بعض الأفراد، وأنه يثبط مرحلة حركة العين السريعة من النوم، ويسبب مشاكل في النوم لدى بعض المرضى.
وينبغي أن يعطى البروبوفول فقط في وجود طاقم من الأطباء المدربين وإتاحة التسهيلات للمراقبة، والتحكم المناسب في مجرى الهواء، وإمدادات الأكسجين الإضافي، والتنفس الصناعي، وإنعاش القلب والأوعية الدموية، كما هو الحال مع المخدرات العامة الأخرى.

### متلازمة تدفق البروبوفول
تعتبر متلازمة تدفق البروبوفول واحدة من الآثار الجانبية النادرة التي يسببها البروبوفول، ولكنها خطيرة. حيث تسبب خلل قاتل في عملية الأيض في المرضى ذوي الحالات الحرجة، وذلك بعد ضخ جرعة عالية منه في تركيبة مكونة من البروبوفول مع الكاتيكولامينات و/أو الستيرويدات لفترات طويلة.

### عيوب في جين CBS
يعاني الناس الحاملين لهذا الجين من مشاكل في تعامل أجسامهم مع الكبريتات (واحد من المكونات الفعالة في الدواء)، لذا ينبغي أن يناقشوا استخدام هذا الدواء مع الأطباء المتخصصين.

## تفاعلات
يزداد تأثير البروبوفول على التنفس إذا تم إعطائه مع مثبطات الجهاز التنفسي الأخرى، مثل البنزوديازيبينات.

## آلية العمل
وقد وجد أن البروبوفول لديه العديد من آليات العمل، سواء من خلال زيادة نشاط مستقبلات GABAA، وبالتالي تباطؤ وقت إغلاق القناة، وأيضا من خلال عملها في إحصار قنوات الصوديوم. وقد أشارت البحوث الحديثة أيضا أن نظام مستقبلات الكانابينويد الداخلية (الإندوكانابينويد) يمكن أن تسهم إلى حد كبير في فاعلية البروبوفول كمخدر وخصائصه الفريدة. كما أن أبحاث تخطيط أمواج الدماغ التي تم القيام بها على المرضى الذين خضعوا للتخدير العام باستخدام البروبوفول وجدت أنه يسبب انخفاضا واضحا في قدرة المخ على تكامل المعلومات في ترددات الموجة جاما.
وقد توصل الباحثون إلى الموقع الذي يرتبط فيه البروبوفول مع مستقبلات GABAA في الدماغ على الغشاء الثاني من وحيدات بيتا في المستقبلات GABA.

## الحركية الدوائية
يميل البروبوفول بدرجة كبيرة إلى الارتباط بالبروتينات داخل الجسم ، ويتأيض في الكبد عن طريق الاقتران. وقد تم تقدير عمر النصف ليتخلص الجسم من البروبوفول ما بين ساعتين إلى 24 ساعة. ومع ذلك، فإن مدة تأثيره الإكلينيكي أقصر من ذلك بكثير، لأن البروبوفول يتوزع بسرعة في الأنسجة الطرفية. وعندم استخدم البروبوفول للتخدير عن طريق الوريد، وجد أن تأثير الجرعة الواحدة منه ينتهي في غضون دقائق. البروبوفول هو عقار متعدد الاستعمالات، حيث يمكن استخدامه للتهدئة لفترة قصيرة أو طويلة، كما يمكن استخدامه في التخدير العام. ولا يرتبط استخدام لبروبوفول بالغثيان المعروف حدوثه في كثير من الأحيان مع الأدوية الأفيونية. وقد أدت هذه الخصائص من حيث بداية تأثيره السريع والاستفاقة السريعة إلى انتشار استخدامه على نطاق واسع للتهدئة والتخدير.

## الكيمياء

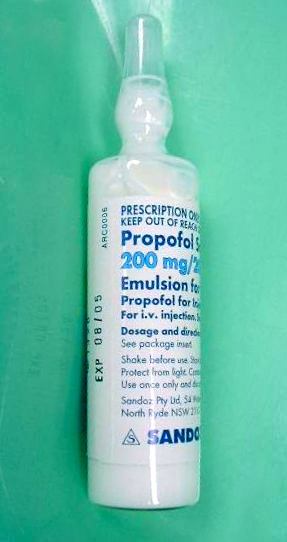
أمبول 20مللي من 1% من مستحلب البروبوفول، وقد تم بيعه في استراليا من قبل شركة ساندوز

وقد تطور البروبوفول في المملكة المتحدة من قبل صناعات الإمبراطور الكيماوية (ICI 35868). ثم تبعه التجارب الإكلينيكية في عام 1977، باستخدام نموذج ذائب في كريموفور. ولكن نظرا إلى أن الكريموفور يسبب الحساسية، تم سحب هذه التركيبة من السوق وإعادة صياغتها لاحقا كمستحلب من خليط مكون من زيت فول الصويا والبروبوفول في الماء. وقد أعيد تصنيع هذا المستحلب في عام 1986 من قبل ICI (الآن استرا زينيكا) تحت اسم تجاري هو دايبريفان. ويتكون المستحضر المتاح حاليا من 1٪ بروبوفول، و10٪ زيت فول الصويا، و 1.2٪ شحميات البيض الفوسفورية المنقاة كمستحلب، مع 2.25٪ جلسرين كعامل ضبط التوتر، وهيدروكسيد الصوديوم لضبط درجة الحموضة. يحتوي دايبريفان على مادة EDTA، وهي مادة استخلاب شائعة يمكن أن تعمل أيضا وحدها (كمادة كابحة للجراثيم ضد بعض البكتيريا) وبالتآزر مع بعض المواد الأخرى المضادة للجراثيم. تتضمن المستحضرات العامة الجديدة ميتابيسلفيت الصوديوم (بيروكبريتيت الصوديوم)، أو الكحول البنزيلي كمواد مضادة للميكروبات. مستحلب البروبوفول هو سائل الأبيض غير شفاف بسبب قطرات النفط الصغيرة (حوالي 150 نانومتر) التي يحتوي عليها.
ومؤخرا تم تطوير الدواء الأولي للبروبوفول القادر على الذوبان في الماء، فوسبروبوفول (fospropofol)، وتم اختباره، وقد أظهر نتائج إيجابية. وسرعان ما يتكسر الفوسبروبوفول بفعل انزيم الفوسفاتاز القلوي لتكوين البروبوفول. وتم تسويقه باسم لوسيدرا (Lusedra)، و قد لا تسبب هذه التركيبة الجديدة ألم في مكان الحقن مثل الذي يسببه البروبوفول. ووافقت إدارة الغذاء والدواء الأمريكية على المنتج في عام 2008. ومع ذلك فإن الفوسبروبوفول يعتبر من المواد الجدول الخاضعة للرقابة من وكالة مكافحة المخدرات ACSCN من 2138 في الولايات المتحدة على عكس البروبوفول.

## التطورات الحديثة
تم تطوير نسخة من البروبوفول يمكن رؤيتها وتصوريها من قبل نقابة وحدة آزوبنزين في عام 2012، والتي تسمح برؤيته على مستقبلات GABAA مع الضوء. وفي عام 2013، تم التعرف على مكان ارتباط البروبوفول على مستقبلات GABAA في الثدييات عن طريق علامات مصورة باستخدام مشتقات ديازرين. بالإضافة إلى ذلك، تبين أنه يمكن حماية حمض الهيالورونيك البوليمر الموجود في السائل الزلالي من الحلقات الحرة الضارة باستخدام البروبوفول.
كما يعتبر البروبوفول واحدا من المواد الكيميائية المستخدمة في صناعة مثبطات انزيم ACAT.

## وصلات خارجية
- Diprivan web site run by أسترا زينيكا
- Detailed pharmaceutical information
- U.S. National Library of Medicine: Drug Information Portal – Propofol